# Mujercitas (película de 1917)
Mujercitas (en inglés: Little Women) es una película muda dramática británica de 1917 dirigida por Alexander Butler y protagonizada por Daisy Burrell, Mary Lincoln y Minna Gray. Fue la primera adaptación cinematográfica de la novela estadounidense de dos volúmenes de 1868-69 Mujercitas de Louisa May Alcott. Ahora se considera una película perdida. Su estreno se dio solo para Inglaterra.

## Reparto
- Daisy Burrell como Amy March;
- Mary Lincoln como Meg March;
- Minna Grey como Marmie March;
- Muriel Myers como Beth March;
- Ruby Miller como Jo March;
- Milton Rosmer como Theodore Laurence;
- Wyndham Guise como el profesor Friedrich Bhaer;
- Roy Travers como John Brooke;
- Lionel d'Aragon como el señor Laurence;
- Florence Nelson como la tía March;
- Bert Darley como el pastor March;
- Molly Vaughan como Sally Moffatt;
- Vivian Tremayne como Belle Moffatt;
- Sylvia Cavalho como Anne Moffatt.